# Susisaari (ö i Finland, Norra Österbotten)
Susisaari är en halvö i Finland. Den ligger i sjön Reisjärvi och i kommunen Reisjärvi i den ekonomiska regionen  Nivala-Haapajärvi ekonomiska region  och landskapet Norra Österbotten, i den centrala delen av landet, 400 km norr om huvudstaden Helsingfors.